# بانج المحدودة

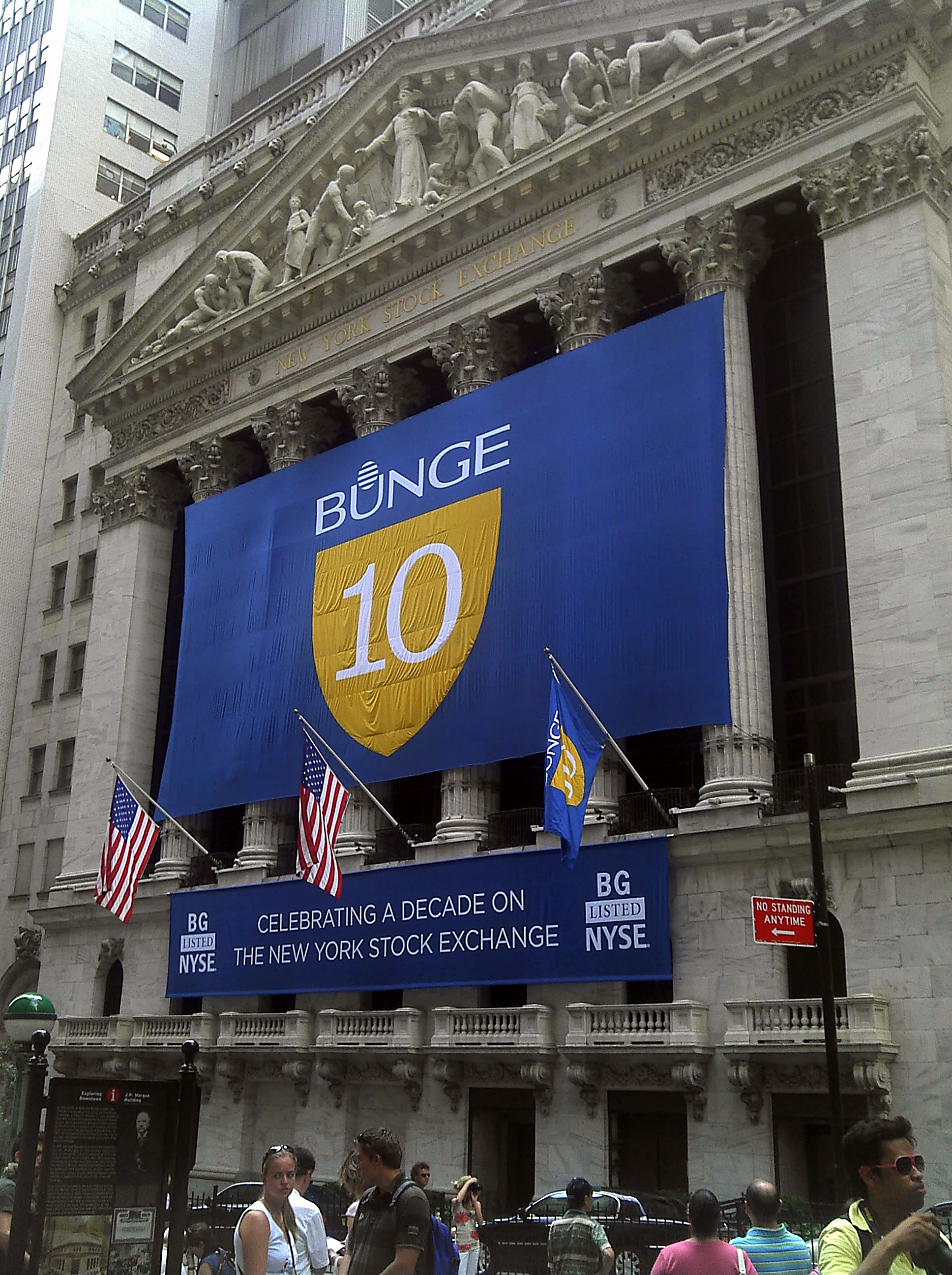
بورصة نيويورك للأوراق المالية في 4 أغسطس 2011 ، عندما احتفلت بانج بالذكرى العاشرة لإدراجها في البورصة.

بانج المحدودة (سابقًا بانج الدولية، وقبل ذلك بانج يو بورن) هي شركة أمريكية زراعية وغذائية تأسست في برمودا ومقرها الرئيسي في وايت بلينز، نيويورك، الولايات المتحدة. بالإضافة إلى كونها مصدراً دولياً لفول الصويا، فإنها تشارك أيضًا في تصنيع الأغذية وتجارة الحبوب والأسمدة. تتنافس مع كارجيل وآرتشر دانيلز ميدلاند. الشركة لديها ما يقرب من 32,000 موظف في 40 دولة.

## روابط خارجية
- الموقع الرسمي